# Gmina Boxholm
Gmina Boxholm (szw. Boxholms kommun) – gmina w Szwecji, w regionie Östergötland, z siedzibą w Boxholm.
Pod względem zaludnienia Boxholm jest 276. gminą w Szwecji. Zamieszkuje ją 5 287 osób, z czego 48,61% to kobiety (2570) i 51,39% to mężczyźni (2717). W gminie zameldowanych jest 138 cudzoziemców. Na każdy kilometr kwadratowy przypada 10,01 mieszkańca. Pod względem wielkości gmina zajmuje 167. miejsce.